# Mark 48 torpedo
Mark 48 in njegova izboljšana razlilčica Advanced Capability (ADCAP) sta ameriška težka torpeda, ki se jih izstreli s podmornic. Namenjena sta uničevanju globokovodnih jedrskih podmornic in površinskih plovil.
Mk-48 je bil zasnovan proti koncu 1960ih, da bi kljuboval novejšim sovjetskim podmornicam. Nov torpedo je nasledil starejše Mk-37 and Mk-14. Kasneje, s pojavom hitrih podmornic razreda Alfa, so razvili izboljšano verzijo ADCAP. 
Torpedo Mk-48 lahko uporablja za vodenje aktivni ali pasivni sonar, ali pa se ga vodi preko žice.